# 真実のサンドイッチ

| ジョージ・レイコフ | Xの短文投稿より |
| @GeorgeLakoff      |                 |

             真実のサンドイッチ（Truth Sandwich）:

1. まずは真実から。 最初のフレームが有利になる。

2. 嘘を示す。 可能であれば、具体的な表現を増幅させないこと。

3. 真実に戻る。 常に嘘よりも真実を繰り返せ。
         

        December 1, 2018

真実のサンドイッチ（しんじつのサンドイッチ、英: Truth sandwich）とは、虚偽や誤解を招く主張の拡散を意図せずに進めることなく、誤情報を含む話題を扱うためのジャーナリズムにおける手法である。この手法は、誤情報を扱う前に題材についての真実を提示し、記事の最後に再び真実を提示することを含む。マーガレット・サリバンはこれを「現実、スピン、現実 — すべてが一つの美味しく民主主義を育む食事」と要約した。
この考えは言語学者のジョージ・レイコフによって発展され、その名称は2018年6月にCNNのブライアン・ステルターによって命名された。レイコフは、メディア組織が嘘をつくことや誤解を招く政治家や評論家を引用することで誤情報を広めていることを観察した。

## 背景
レイコフは特に、ジャーナリストがドナルド・トランプをどのように報道しているかに興味を持っていた。トランプはアメリカ合衆国大統領としての任期中に前例のない数の虚偽および誤解を招く発言を行った。レイコフはトランプの効果的な言語使用とフレーミングテクニックについて書いており、メディアが彼の最も物議を醸す発言、ステレオタイプ、簡潔な誤った描写を取り上げて繰り返すことで、彼の批判者さえもマーケティング装置の一部に変えていることを理解している。標準的なジャーナリズムの実践には、公人による主張を繰り返したり、彼らを直接引用したりすることが含まれるが、その公人が誤情報や偽情報を広めている場合、その主張の繰り返しはそれらを増幅し、害を増大させる可能性がある。しかし、嘘があまりにも重大で無視できない場合もあり、ジャーナリストは困難な立場に置かれる。
レイコフによれば、嘘を取り上げて後でそれが偽りだったと言ったとしても、メッセージはすでに広まっており、「フレームを否定することは、そのフレームを活性化させる」という。彼は、繰り返しによって私たちが世界を理解するために使用する「フレーム回路」が脳内で強化されると主張する。真実のサンドイッチは、悪い情報が人々が最初に読んだり聞いたりするものではなく、また物語の最後の印象でもないことを保証する。虚偽の主張を繰り返すことは、繰り返しによってそれらを強化する可能性があるが、それらのファクトチェックと反論の繰り返しを加えることも同様の効果をもたらす可能性がある。
レイコフは2018年6月17日にCNNのリライアブル・ソーシズポッドキャストでブライアン・ステルターに彼の戦術を説明した：
- レイコフ：現在、メディアの人々は...トランプに操作されることを許している。だから...彼が隠そうとしている真実から始める。それを明確にし、そして大統領がこれを嘘をついて隠そうとしていることを指摘する。数言で、あるいは数秒で、嘘が何であるかについて少し話すかもしれない。そして真実に戻る。
- ステルター：それは真実のサンドイッチだ。
- レイコフ：その通り。真実のサンドイッチ。イメージするための完璧な方法だ。

## ニュースメディアによる使用
PBSは、真実のサンドイッチの背後にある原則がすでに同局の編集基準が扱っているものであることを説明するブログ記事を発表した：「正確さは情報が正しいかどうかを単に検証すること以上のものを含む；事実は、公衆が誤解しないようにするために、作品の性質に基づいて十分な文脈に置かれなければならない」。ロイ・ピーター・クラークはポインターのために、真実のサンドイッチのアイデアは修辞学的概念の「強調語順」のようなものであり、誰かが文の最初と最後に「強調語」を配置するものだと書いた。ジャーナリズムでは、クラークは「最も強調の少ない位置は中間であることが判明する」と書いた。
真実のサンドイッチは、誤情報が特に広まっているトピックの文脈で使用、提唱、または議論されてきた。COVID-19パンデミック中のコロナウイルスワクチンに関する誤情報の課題について書いている科学者のグループは、一般的な神話を払拭するためのガイドにおいて、コミュニケーション戦略として真実のサンドイッチを提唱した。ジャーナリズム.co.ukでの真実のサンドイッチに関する記事で、ジョセフ・カミンズは「人々が信じていることが偽りだと伝えると[彼らが自分の信念を倍増させる]」ときの「バックファイア効果」という用語を使用している。彼はジャーナリストに対し、虚偽を含む記事についての主要な文章だけでなく、画像、見出し、ソーシャルメディア、その他の報道要素においても、この手法を利用するか、その原則を念頭に置くよう促した。

## 批判
クリスピン・サートウェルは『ウォール・ストリート・ジャーナル』において、真実のサンドイッチを使用することは操作的で見下しており、サンドイッチは通常、パンではなく中身で名付けられるため、その名前は混乱を招くと指摘した。（より古い褒め言葉のサンドイッチと比較せよ。）